# بونير موسكيرا
بونير موسكيرا (بالإسبانية: Bonner Mosquera)‏ هو مدرب كرة قدم ولاعب كرة قدم كولومبي في مركز الدفاع، ولد في 2 ديسمبر 1970 في Condoto ‏ في كولومبيا. شارك مع منتخب كولومبيا لكرة القدم. أما مع النوادي، فقد لعب مع ديفينسور سبورتينغ ونادي ميلوناريوس.

## وصلات خارجية
- بونير موسكيرا على موقع الاتحاد الدولي (مؤرشف)  (الإنجليزية)
- بونير موسكيرا على موقع قاعدة بيانات كرة القدم.إي يو (الإنجليزية)
- بونير موسكيرا على موقع ناشيونال فوتبول تيمز (الإنجليزية)